# Michal Seman
Michal Seman (* 8. dubna 1972) je bývalý český fotbalista, útočník.

## Fotbalová kariéra
V české lize hrál za FC Dukla Příbram a FK Jablonec. Nastoupil v 85 ligových utkáních a dal 20 gólů. V nižších soutěžích hrál i za FK Frydrych Teplice, FC MUS Most, FK Mladá Boleslav, FK Spartak MAS Sezimovo Ústí a SK Hradec Králové.

## Ligová bilance
| Ročník                          | Zápasy | Góly | Klub                |
| ------------------------------- | ------ | ---- | ------------------- |
| 2. česká fotbalová liga 1993/94 | -      | 4    | FK Frydrych Teplice |
| 2. česká fotbalová liga 1994/95 | -      | 0    | FK Frydrych Teplice |
| Česká fotbalová liga 1995/96    | -      | 18   | FK MUS Most         |
| Česká fotbalová liga 1996/97    | -      | 15   | FK MUS Most         |
| 2. česká fotbalová liga 1997/98 | 16     | 4    | FC MUS Most         |
| Gambrinus liga 1998/99          | 29     | 9    | FC Dukla Příbram    |
| Gambrinus liga 1999/00          | 26     | 5    | FC Dukla Příbram    |
| Gambrinus liga 2000/01          | 10     | 1    | FC Marila Příbram   |
| Gambrinus liga 2000/01          | 9      | 2    | FK Jablonec         |
| Gambrinus liga 2001/02          | 11     | 3    | FK Jablonec         |
| 2. česká fotbalová liga 2001/02 | 5      | 0    | FK Mladá Boleslav   |
| 2. česká fotbalová liga 2003/04 | 10     | 1    | SK Hradec Králové   |
| CELKEM 1. liga                  | 85     | 20   |                     |